# Tron: Ares
Ten artykuł dotyczy przyszłego wydarzenia. Informacje w nim zawarte mogą się zmienić wraz z pojawieniem się nowych faktów, a początkowe doniesienia mogą być niepewne. Ostatnie aktualizacje tego artykułu mogą nie odzwierciedlać najbardziej aktualnych informacji.
Tron: Ares – zapowiedziany amerykański film science-fiction w reżyserii Joachima Rønninga na podstawie scenariusza Jesse’ego Wigutowa i Jacka Thorne’a. Jest to trzecia część z serii Tron i sequel filmu Tron: Dziedzictwo z 2010 roku.

## Obsada
- Jared Leto jako Ares
- Evan Peters jako Julian Dillinger
- Greta Lee jako Eve Kim
- Jodie Turner-Smith(inne języki)
- Cameron Monaghan
- Sarah Desjardins(inne języki)
- Hasan Minhaj(inne języki)
- Arturo Castro(inne języki)
- Gillian Anderson
- Jeff Bridges jako Kevin Flynn

## Produkcja
W październiku 2010 roku twórca franczyzy, Steven Lisberger ogłosił, że trwają prace nad sequelem filmu Tron: Dziedzictwo, a w projekt zaangażowani są scenarzyści poprzedniej części Edward Kitsis i Adam Horowitz. W kwietniu 2011 roku reżyser Joseph Kosinski poinformował, że scenariusz wciąż znajduje się w fazie rozwoju, i że fabuła miałaby skupić się na postaciach Sama Flynna i Quorry w świecie rzeczywistym, a jego roboczy tytuł brzmi TR3N.
W czerwcu 2011 roku poinformowano, że nowym scenarzystą został David DiGilio, ponieważ Kitsis i Horowitz zrezygnowali z projektu, by skupić się na pracy nad serialem telewizyjnym Dawno, dawno temu. W marcu 2012 roku aktor Bruce Boxleitner wcielający się w postać Alana Bradleya, wyraził przekonanie, że zdjęcia do filmu mogłyby się potencjalnie rozpocząć w 2014 roku, po zakończeniu zobowiązań Kosinskiego związanych z filmem  Niepamięć. W grudniu Jesse Wigutow został zatrudniony do napisania scenariusza. W tym samym miesiącu potwierdzono powrót Bruce’a Boxleitnera i Garretta Hedlunda w nowym filmie.
W marcu 2015 roku Disney oficjalnie zatwierdził realizację trzeciego filmu z udziałem Hedlunda, Kosinskiego i Olivii Wilde. Produkcja miała rozpocząć się w październiku w Vancouver, jednakże dwa miesiące później wytwórnia anulowała projekt z powodu słabych wyników finansowych jej poprzedniego filmu Kraina jutra. Z tego też powodu Bruce Boxleitner oznajmił, iż stracił zainteresowanie powrotem do franczyzy.
W lutym 2017 roku reżyser Joseph Kosinski stwierdził, że sequel jest raczej „zamrożony” niż całkowicie anulowany. Dodał, że jedną z przyczyn odsunięcia filmu na dalszy plan było przejęcie Lucasfilmu i Marvela przez Disneya. Miesiąc później, pomimo wcześniejszych wypowiedzi Kosinskiego, pojawiły się doniesienia, że seria zmierza w kierunku rebootu, a nie kontynuacji poprzedniej części, a Jared Leto miałby zagrać nową postać o imieniu Ares. W marcu 2022 roku, podczas promocji filmu Morbius Jared Leto potwierdził, że trwają prace nad filmem.
Początkowo główny okres zdjęciowy miał się rozpocząć się 14 sierpnia 2023 roku w Vancouver, ale został wstrzymany na czas nieokreślony z powodu strajków scenarzystów. Ostatecznie zdjęcia rozpoczęto na początku 2024 roku, o czym poinformował reżyser filmu Joachim Rønning. Zakończono je 1 maja tego samego roku.